# Néron tenant une lyre en or avec Rome en flammes
Néron tenant une lyre en or avec Rome en flammes est une peinture à l'huile, réalisée en 1897 par Howard Pyle, un illustrateur américain.
Ce tableau est conservé au Delaware Art Museum, à Wilmington (Delaware), aux États-Unis.

## Sujet
Néron, empereur romain, aurait, selon la légende, joué de la lyre et chanté au sommet du Quirinal pendant le Grand incendie de Rome en 64, qu'il aurait lui-même provoqué, ce que les historiens comme Suétone démentent  a contrario des écrits romanesques, comme le roman Quo vadis que Pyle illustre par cette peinture,  et autant dans le film qui s'ensuivit.